# Olivier Ringer
 (mai 2024).
Pour les articles homonymes, voir Ringer et Olivier.
Olivier Ringer (né à Bruxelles en 1961) est un réalisateur, scénariste et producteur belge[réf. nécessaire].

## Biographie
Olivier Ringer a réalisé son premier long métrage Pom le poulain en 2006. Auparavant, il a écrit et réalisé des courts métrages de fiction (Good et Haute Pression, primé au Festival d'Avoriaz). Il a réalisé des vidéo-clips, des films institutionnels et de nombreux sketches pour Les Guignols de l'info (Canal+).
Son second long-métrage, À pas de loup, a été sélectionné en compétition Generation Kplus à la Berlinale 2011, ainsi que dans plus de quatre-vingt festivals dans le monde entier où il a récolté de nombreux prix dont l'ECFA Award 2012 du Meilleur Film Européen pour Enfants décerné par l'European Children's Film Association.
Les Oiseaux de passage, son troisième long métrage terminé en 2015, a remporté une trentaine de prix internationaux. Les membres de l'European Children's Film Association lui ont aussi attribué l'ECFA Award 2016 du Meilleur Film Européen pour Enfants.

## Filmographie

### Réalisateur
- 1986 : Haute Pression
- 2006 : Pom le poulain
- 2011 : À pas de loup
- 2015 : Les Oiseaux de passage
- 2018 : Le Roi de la Vallée
- 2022 : Les Gentils

### Scénariste
- 1986 : Haute Pression
- 2006 : Pom le poulain
- 2011 : À pas de loup
- 2015 : Les Oiseaux de passage
- 2018 : Le Roi de la Vallée
- 2022 : Les Gentils

### Producteur
- 2006 : Pom le poulain
- 2011 : À pas de loup
- 2015 : Les Oiseaux de passage
- 2018 : Le Roi de la Vallée
- 2022 : Les Gentils

## Distinctions
Les Oiseaux de passage
- ECFA AWARD, Meilleur Film Européen pour Enfants, European Children’s Film Association, 2016[3]
- Grand-Prix du Jury International, Festival international du film pour enfants de Montréal, 2015[4]
- Grand-Prix du Jury International, Festival International du Film pour Enfants de Zlin, République tchèque, 2015
- Prix ECFA, Festival International du Film pour Enfants de Zlin, République tchèque, 2015
- Prix Spécial du Jury, Giffoni Experience, Italie, 2015
- Grand-Prix du Jury International, Festival International du Film pour Enfants de Tokyo « Kineko », Japon, 2015
- Prix Spécial du Jury International, Festival International du Film pour Enfants de Copenhague « Buster », Danemark, 2015
- Prix « Carrousel du long métrage coup de cœur du public », Festival International du Cinéma Jeunesse, Rimouski, Canada, 2015
- Prix Spécial « MDR » du Jury International, Festival International du Film pour Enfants de Chemnitz « Schlingel », Allemagne, 2015[5]
- Prix Spécial ECFA, Festival International du Film pour Enfants de Chemnitz « Schlingel », Allemagne, 2015
- Prix du Public « Paris Mômes », Mon Premier Festival, Paris, France, 2015
- Premier Prix du Jury Adulte, Festival International du Film pour Enfants de Chicago, États-Unis, 2015
- Prix ECFA, Festival International du Film pour Enfants de Bucarest « KINOdiseea », Roumanie, 2015
- Prix CIFEJ, Festival International du Film pour Enfants de Pyrgos « Olympia », Grèce, 2015
- Prix du Meilleur Film, Festival International du Film pour Enfants de New Delhi « Smile », Inde, 2015
- Prix de la Meilleure Histoire, Festival International du Film pour Enfants de New Delhi « Smile », Inde, 2015
- Prix “Les Toiles Filantes”, Festival Jeune Public de Pessac, France, 2015
- Prix “Loisirs de Romainville”, Festival Jeune Public de Pessac, France, 2015
- Grand-Prix Best Feature, Festival International du Film pour Enfants de New-York, États-Unis, 2016
- Prix du Meilleur Film, Festival international du film BUFF, Malmö, Suède, 2016
- Prix du Meilleur Film, Festival International du Film pour Enfants de Taiwan, 2016
- Prix du Public, Wisconsin Film Festival, États-Unis, 2016
- Prix du Meilleur Scénario, Festival International du Film pour Enfants et Adolescents « Dreamfest », Bucarest, Roumanie, 2016
- Prix du Meilleur Film, Festival International du Film pour Enfants « Verdens Beste », Tromso, Norvège, 2016
- Prix du meilleur scénario, Festival International D-Cinema, Skip City , Japon, 2016
- Prix du Public au La Costa International Film Festival, Carlsbad - San Diego, États-Unis, 2016
- Grand-Prix du Meilleur Film au Festival du Film pour Enfants de Sharjah, Émirats arabes unis, 2016
- Prix "Gilardillo Junior" au Festival Européen du Film de Séville, Espagne, 2016
- Prix du Meilleur Scénario au Festival International du Film pour Enfants de Chine, 2017
- Prix du Meilleur Long-Métrage au Festival Inclùs de Barcelone, Espagne, 2017
- Grand-prix Best Feature, Festival International du Film pour Enfants de Californie, Los Angeles, États-Unis, 2023

À pas de loup
- ECFA Award, meilleur film européen pour enfants, European Children's Film Association, 2012
- Sélectionné en compétition à la Berlinale Generation Kplus, 2011
- Prix du Jury Enfants, Festival international du film pour enfants de Montréal, 2011
- Prix spécial du Jury, Festival international du film pour enfants de Montréal, 2011
- Prix INIS des professionnels, Festival international du film pour enfants de Montréal, 2011
- Grand Prix du Jury Enfants, Festival international du film pour enfants de Zlin, République tchèque, 2011
- Grand Prix du Jury Enfants, Festival international du film pour enfants de Tel-Aviv, Israël, 2011
- Mention spéciale du Jury international, Festival international du film pour enfants de Tel-Aviv, Israël, 2011
- Golden Butterfly, Prix spécial du Jury, Festival international du film pour enfants d'Ispahan, Iran, 2011
- Prix ECFA du meilleur film européen, Oulu International Children's Film Festival, Finlande, 2011
- Grand-Prix du meilleur scénario, Festival international du film pour enfants d'Olympie, Grèce, 2011
- Grand Prix du Jury Enfants, Festival du film pour enfants de Seattle, États-Unis, 2012
- Grand Prix du meilleur film pour enfants, CMS Lucknow, Inde, 2012
- Prix 400 colpi du meilleur film du jury international, Vittorio Veneto Film Festival, Italie, 2012
- Prix Imago du Jury Enfants, Vittorio Veneto Film Festival, Italie, 2012
- Silver Dolphin du meilleur scénario, Festroia, Setubal, Portugal, 2012
- Prix SIGNIS du meilleur film, Festroia, Setubal, Portugal, 2012
- Grand Prix du public du meilleur film, Ale Kino on Tour, Pologne, 2012
- Prix de la meilleure actrice pour Wynona Ringer, Children's India International Film Festival, Bengalore, Inde, 2013

Pom le poulain
- Prix du public Vlaanderen Jeugdfilmfestival, Bruges, Belgique, 2007
- Prix spécial du Jury « Faithfull Heart », Moscou, Russie, 2007

Le Roi de la Vallée
- Prix “Monte Visentin” du Meilleur Film, Vittorio Veneto Film Festival - Festival Internazionale di Cinema per Ragazzi, Italie, 20218

Haute Pression
- Grand Prix du court métrage au festival du film fantastique d'Avoriaz, France, 1987
- Grand Prix du court métrage au festival du film fantastique de Paris, France, 1987
- Grand Prix du court métrage au festival du film d'aventures de La Ciotat, 1987